# Knut Möller
Knut Möller (* 24. Februar 1960 in Minden in Westfalen) ist ein deutscher Jurist und Richter am deutschen Bundesverwaltungsgericht.

## Werdegang
Knut Möller studierte Rechtswissenschaft an der Georg-August-Universität Göttingen. 1989 promovierte er an der Universität Göttingen. Während der Ausbildung war er unter anderem am Institut für Völkerrecht der Georg-August-Universität beschäftigt. Er schloss seine juristische Ausbildung mit dem Zweiten Juristischen Staatsexamen 1992 ab. Er war hiernach am Verwaltungsgericht Hannover und am Verwaltungsgericht Göttingen tätig. Während dieser Zeit als Richter am Verwaltungsgericht wurde er auch in die Verwaltung der Stadt Göttingen und an das Niedersächsischen Oberverwaltungsgericht in Lüneburg abgeordnet. 1996 wurde er nebenamtliches Mitglied des Landejustizprüfungsamtes im Niedersächsischen Justizministerium und blieb dies bis 2004. 2002 wurde er zum Richter am Oberverwaltungsgericht in Lüneburg ernannt. am 7. November 2008 trat Möller seinen Dienst als Richter am Bundesverwaltungsgericht an. Er gehört dem 6. Revisionssenat an.

## Veröffentlichungen
- Sicherheiten im Recht der Europäischen Gemeinschaft (Diss.), Carl Heymanns Verlag, Köln/Berlin/Bonn/München 1990, ISBN 3-452-21849-X